# Édson Boaro
Édson Alves de Oliveira, conegut com a Édson Boaro, (3 de juliol de 1959) és un exfutbolista brasiler.

## Selecció del Brasil
Va formar part de l'equip brasiler a la Copa del Món de 1986.